# Trois Vers
Trois cadavres et Neuf Vers
Les Trois Cadavres et les Neuf Vers (san shi . jiu chong 三尸。九蟲) sont deux ensembles de « parasites » vivant à l'intérieur du corps, selon la physiologie taoïste.

## Les Trois Cadavres

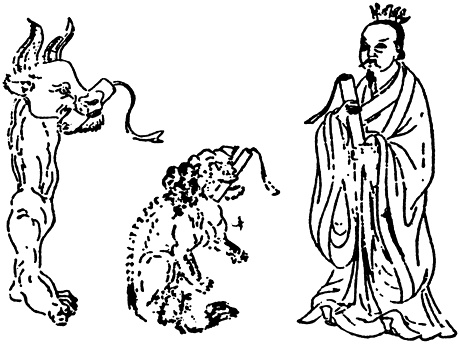
Les Trois Cadavres: de gauche à droite, 下尸 le cadavre inférieur, 中尸 le cadavre moyen, 上尸 le cadavre supérieur

Les Trois Cadavres (san shi 三尸) aussi nommés les Trois Vers (san chong 三蟲) sont des présences vivantes démoniaques, logées à l'intérieur du corps et responsables de maladies. Au début du IVe siècle, Ge Hong indique que
« On dit qu’il y a Trois cadavres (san shi 三尸) dans notre corps qui bien que sans forme physique, sont pourtant bien réels, du type des âmes hun, des numina, des fantômes et des dieux (hun ling gui shen 魂灵鬼神). Ils veulent que nous mourions tôt, pour que notre cadavre donne un fantôme, capable de circuler librement, et d'assister aux offrandes et libations [faites aux anciens]. » (Baopu zi, 微旨 chap. 6, &6).
Ces êtres spirituels qui nous habitent veulent donc notre mort afin de pouvoir être libérés de notre corps et assister à leur guise aux cérémonies mortuaires, dans le but de se gaver des offrandes et d'ingurgiter les libations.
Leur nocivité ne s'arrête pas là. Car il est dit dans le Classique des documents (shujing 書經) qu'au Ciel, le monde des esprits est organisé sur le modèle de la bureaucratie impériale terrestre. Les hommes vivent sous la juridiction du Siming 司命, le « Directeur des destins » qui note dans un grand registre les méfaits des hommes. Et les Trois Cadavres montent régulièrement au Ciel faire leur rapport au Siming. Ils jouent le rôle de contrôleurs des vices et vertus. Ge Hong est même capable de préciser qu'ils montent rapporter nos méfaits tous les 57e jour du système sexagésimal (Baopuzi, chap.6). Chaque homme est détenteur d'un compte à points (à bonus et malus), doté d'un certain capital de jours de vie à sa naissance, correspondant à une durée de vie allouée (ou ming 命). Pour les crimes les plus graves, il perd 300 jours de vie, pour les délits moins graves, il perd seulement 3 jours (Baopuzi, chap.6).
Ge Hong indique aussi comment les adeptes cherchant l'immortalité doivent veiller à augmenter leur compte de durée de vie (ming) par de bonnes actions. Il précise que
« Qui recherche l'immortalité doit avoir pour principes la loyauté, la piété filiale, la concorde, l'obéissance, l'humanité et la fidélité à la parole donnée.
Qui désire devenir Immortel Terrestre (dixian 地仙) doit accomplir 300 bonnes actions (善 shàn). Qui désire devenir Immortel Céleste (tianxian天仙) doit accomplir 1200 bonnes actions. » (Baopu zi, chap. 3, &9)
Il signale même quelques remèdes pour se débarrasser des Trois cadavres:
« Le réalgar (xionghuang雄黄)...il procure une Longue Vie, il éloigne les maladies, il fait descendre du corps les Trois Cadavres, fait disparaître les cicatrices, fait noircir les cheveux gris et repousser les dents tombées. Après 100 jours, les Filles de Jade viendront vous servir, et vous pourrez les utiliser pour commander la Cuisine de route » (Baopu zi, chap. 11 &9)
Ge Hong avait rassemblé toutes les connaissances disponibles à son époque sur les techniques du yangsheng 养生 « nourrir la vie » et les procédés de fabrication alchimique des élixirs d'immortalité. On possède encore quelques traces de ces savoirs.
Wang Chong (27-100) compare les Trois Vers à des sangsues qui attaquent le corps de l'intérieur (Lunheng 论衡).
Le Liexian zhuan (en) 列仙傳, la Biographie des Immortels exemplaires, donne 70 petits récits d'immortels plus ou moins légendaires. Ainsi Zhu Huang 朱璜 qui souffrait « d'une maladie d'obstruction causée par des venins. Il alla trouver le daoshi Yuan Qiu sur la montagne Sui. » (Liexian zhuan, LXIV Zhu Huang, traduction de Kaltenmark). Le maître taoïste lui donna sept drogues, à prendre neuf fois par jour, durant cent jours.
« Au bout de cent jours le mal descendit sous la forme de choses ressemblant à du foie ou de la rate et pesant plusieurs boisseaux...à la suite de quoi [Huang] devint gras et solide... 
Quatre-vingts ans plus tard, [Zhu Huang] reparut à son ancienne résidence: ses cheveux de blancs étaient redevenus noirs » (LXIV Zhu Huang).
L'Écriture sur l'expulsion des Trois Cadavres et Neuf Vers pour protéger la vie (chu sanshi jiuchong baosheng jing 除三尸九蟲保生经), datant probablement du neuvième siècle, donne la liste des cadavres et vers ainsi que les symptômes dont ils sont responsables.
1. Le cadavre supérieur, Peng Ju 彭琚, vit dans la tête. Il provoque la tête lourde, une vision trouble, la surdité et des flux excessifs de larmes.
2. Le cadavre moyen, Peng Zhi 彭瓆, habite dans le cœur et l'estomac. Il attaque le cœur et rend son hôte dépendant des plaisirs sensuels.
3. Le cadavre inférieur, Peng Jiao 彭矫, réside dans l'estomac et les jambes. Il provoque des fuites dans l'Océan du pneuma (qihai 气海, une zone correspondant au dantian), et fait convoiter les femmes à son hôte.

## Les Neuf Vers
Ge Hong recommande le second élixir (de cinabre), appelé cinabre divin, pour devenir immortel. Il rajoute : « Après en avoir pris trois spatules, vous verrez disparaitre les Trois Cadavres et les Neuf Vers en vous et vos maladies seront guéries » (Baopu zi chap.4 jindan &5 p. 77).
L'Écriture sur l'expulsion des Trois Cadavres et Neuf Vers pour protéger la vie donne la liste suivante des neuf vers:
1. Le ver en embuscade, fuchong 伏虫, retire la vitalité des gens en se nourrissant de leur essence et de leur sang
2. Le ver entortillé, huichong 回虫, infeste le corps par couple de mâle et femelle. Ils vivent au-dessus et au-dessous du cœur, et se nourrissent du sang de leur hôte
3. Le ver blanc d'un pouce, cun baichong 寸白虫, mâchouille dans l'estomac, il affaiblit les organes internes, et endommage les voies digestives
4. Le ver de chair, rouchong 肉虫, se nourrit de sang, provoque des démangeaison et affaiblissements des tendons et du dos
5. Le ver des poumons, feichong 肺虫, se nourrit de l'essence et du qi (精气). Il provoque toux et difficulté à respirer
6. Le ver de l'estomac, weichong 胃虫, consomme la nourriture dans l'estomac de son hôte, provoquant la faim.
7. Le ver obstructif, gechong 鬲虫, endort, provoque des cauchemars
8. Le ver rouge, chichong 赤虫, cause des déficience du pneuma (qi), des stagnations du sang, des lourdeurs dans le bas du dos, des vertiges, des bourdonnements dans les oreilles
9. Le ver se tortillant, qiaochong 蜣虫, cause des démangeaisons de la peau et des caries dentaires.